# U&SLUNO
U&SLUNO je česká společnost založena v roce 1991 se sídlem v Ostravě.  Je to projektově řízená společnost, která poskytuje informačně technologické a poradenské služby pro oblast obchodu, logistiky a distribuce.   Zabývá se zejména optimalizací řídících postupů, obchodních procesů a logistických operací.  Primárním zaměřením společnosti je efektivní využívání IT technologií v oblasti maloobchodu (retail).  

## Historie

### Období 1991-2000
- Společnost byla založena v roce 1991 pod názvem Sluno Corporation spol. s.r.o. [9]
- První implementace vlastního produktu OBIS v obchodních domech K-Mart (nyní Tesco) [10]
- Společnost vstupuje na slovenský, maďarský a polský trh [11] [12]
- Navázání spolupráce se společností Aldata Solution S.A. a zahájení distribuce a podpory produktu GOLD [13]

### Období 2001-2010
- Realizace prvního hlasového řešení pro řízení skladu s podporou českého jazyka [13]
- Vstup na ukrajinský trh a zřízení zastoupení v hlavním městě Kyjevě [11]
- První implementace produktu Oracle Retail v rámci střední Evropy
- Společnost zaměstnává více než 90 pracovníků

### Období 2011-2017
- Přebrání podpory a rozvoje produktu Apollo v oblasti střední a východní Evropy
- Obhájení stupně partnerství Oracle GOLD
- Zahájení programu odborných seminářů pro klienty a partnery
- Vstup na kazachstánský trh [14]

### Období 2018 - nyní
- V roce 2018 se stal Jiří Novák předsedou představenstva.
- V roce 2021 odkoupil Jiří Novák 100 % akcií a stal se jediným akcionářem společnosti.
- V roce 2022 prošla společnost rebrandingem a působí nadále pod značkou Sluno.

## Spolupráce a partnerství
U&SLUNO spolupracuje s mnoha firmami a organizacemi, a to zejména v oblastech technologií, hardwarového vybavení a softwarových aplikací.  Mezi nejvýznamnější se řadí:
- Symphony EYC
- Zebra
- Oracle
- Pygmalios

## Dobročinné projekty
Společnost U&SLUNO je dlouhodobým partnerem nadačního fondu Křídlení . Tento transparentní fond každoročně rozděluje prostředky pro mnoho různorodých neziskových organizací. Dalším dobročinným projektem, je Spolek ADAM - autistické dítě a my. Cílem tohoto spolku je nejen podporovat děti s PAS, ale hlavně rodinu jako celek. Snaží se pro ně vytvořit takové podmínky, aby se jim složitá životní situace zvládala lépe. 

## Ocenění
- Ocenění titulem LOG-IN (soutěž logistických inovací) [18]
- Titul IT projekt roku 2006 [19]
- Ocenění Aldata Best Seller
- Ocenění za celkově nejlepší výsledky v rámci prodeje licencí a také za nejlepší prodejní výsledek v kategorii Supply Chain Management (Channel Partner Meeting)